# Sytuacja prawna i społeczna osób LGBT w Arabii Saudyjskiej
Prawa LGBTQ w Arabii Saudyjskiej nie są oficjalnie uznawane publicznie. Homoseksualizm jest oficjalnie karany w państwie saudyjskim więzieniem, karami cielesnymi i śmiercią. Arabia Saudyjska nie ma kodeksu karnego, a jej przepisy karne opierają się na interpretacji prawa szariatu. Seks poza małżeństwem jest w tych ramach nielegalny. Kary za aktywność seksualną osób tej samej płci są różne w zależności od okoliczności.
Niektóre źródła informacji wskazują na powszechność homoseksualizmu w Rijadzie, pomimo przepisów go zakazujących oraz dowody na to, że członkowie rodziny Saudów angażowali się w akty homoseksualne podczas podróży zagranicznych.